# Gare de Quillan
La gare de Quillan est une gare ferroviaire française de la ligne de Carcassonne à Rivesaltes, située sur le territoire de la commune de Quillan, à proximité du centre-ville, dans le département de l'Aude en région Occitanie. 
Elle est mise en service en 1878 par la Compagnie des chemins de fer du Midi. 
C'est une halte voyageurs de la Société nationale des chemins de fer français (SNCF), desservie par des trains TER Occitanie.

## Situation ferroviaire
Établie à 292 mètres d'altitude, la gare de Quillan est située au point kilométrique (PK) 401,650 de la ligne de Carcassonne à Rivesaltes, après la gare de Campagne. Elle marque la fin de la section exploitée par la SNCF. La gare suivante de Belvianes est située sur le tronçon déclassé de la ligne et après la gare de Campagne s'intercale la halte fermée de Brézilhou.

## Histoire
La Compagnie des chemins de fer du Midi, concessionnaire du chemin de fer de Carcassonne à Quillan, met en service le tronçon de Carcassonne à Limoux le 15 juillet 1876. La gare de Quillan est mise en service lors de l'ouverture du tronçon de Limoux à Quillan le 1er juillet 1878.
La partie de la ligne qui rejoint Rivesaltes via Axat a été fermée au service voyageurs en 1939, le fret étant toujours actif.
Depuis le 1er janvier 2015, le bâtiment voyageurs est fermé au public et il n'y a plus de services en gare.

## Fréquentation
De 2015 à 2023, selon les estimations de la SNCF, la fréquentation annuelle de la gare s'élève aux nombres indiqués dans le tableau ci-dessous.
| Année               | 2015   | 2016  | 2017   | 2018  | 2019   | 2020   | 2021   | 2022   | 2023   |
| ------------------- | ------ | ----- | ------ | ----- | ------ | ------ | ------ | ------ | ------ |
| Nombre de voyageurs | 12 199 | 9 974 | 10 240 | 9 141 | 10 767 | 28 039 | 33 294 | 35 958 | 36 728 |

## Service des voyageurs

### Accueil
Arrêt routier.

### Desserte
Quillan était desservie par des trains TER Occitanie qui effectuent des missions entre la gare et celle de Carcassonne.

### Intermodalité
Un parking pour les véhicules est aménagé. Des cars TER Languedoc-Roussillon complètent la desserte de la gare avec ses lignes de Quillan à Carcassonne ou Limoux. La ligne 500 du réseau liO dessert également la gare.